# Halmay Tibor
Halmay Tibor (Nagyszentmiklós, 1894. december 20. – Budapest, 1944. november 3.) színész.

## Életútja
Halmay Gyula törvényszéki írnok, katonatiszt és Jánossy Olga fia. Nagyváradon hadapródiskolát járt, 1913-ban gyalogos tiszt, egy év múlva huszártiszt volt. Az első világháborút végigküzdötte. A tanácsköztársaság idején lépett a színi pályára. Előbb a Fővárosi Operettszínház tagja, majd 1920-ban a Városi Színház, onnan 1922-ben a Király Színház hívta meg táncoskomikusnak. 1926. november havában rövid időre kibérelte a Casino Mulatót, azután Bécsbe szerződött. 1928. augusztus havában Max Reinhardt Berlinbe szerződtette, ahol az Artisten című amerikai színdarabban ért el nagy sikert. Az 1930-as években több német hangosfilmben is feltűnt. Később Budapesten csak alkalmanként lépett fel a Pesti Színházban (1933), az Andrássy úti Színházban (1935), a Városi Színházban (1936) és a Fővárosi Operettszínházban (1941). 1944 októberében katonai szolgálatra jelentkezett, majd a fronton megbetegedett és elhunyt.

## Fontosabb színházi szerepei
- Spaghetti (Lehár Ferenc: A három grácia)
- Calicot (Leo Fall: Pompadour)
- Czibere György (Farkas Imre: A királyné rózsája)
- Tóni (Kálmán Imre: Cirkuszhercegnő)
- Rudi (Zerkovitz Béla: Hulló falevél)
- Fehér bolond (Buday Dénes: Csodatükör)
- Kadet (Búcsúkeringő)
- Chablis (Apukám)
- Jefferson (Orlov)
- Őrmester (A hermelines nő)
- Tommy (Debrecenbe kéne menni)
- Aristid gr. (Olivia hercegnő)
- Laci (Kiss és Kis)
- Wodzinska Antal (Chopin)
- Gróf Biebersbach (Szerencsetánc)
- Caesar (Marinka, a táncosnő)

## Filmszerepei
- A vén gazember (1932)
- Rákóczi induló (1933)
- Mindent a nőért! (1933-1934)
- Helyet az öregeknek (1934)
- Szerelmi álmok (1935)
- Mária nővér (1936)
- 3 : 1 a szerelem javára (1937)
- A Noszty fiú esete Tóth Marival (1938)
- Kísértés (1941)
- Egy szív megáll (1942)
- Pista tekintetes úr (1942)
- Családunk szégyene (1942)
- Egy bolond százat csinál (1942)
- Tilos a szerelem (1943)
- Magyar Kívánsághangverseny (1943)
- Makacs Kata (1943)
- Nemes Rózsa (1943)
- A színház szerelmese (1944)

## Forgatókönyve
- Magyar Kívánsághangverseny (1943, Babay Józseffel és Kőváry Gyulával)